# 경룡
경룡(景龍, 707년 9월 ~ 710년 6월)은 당나라(唐) 중종(中宗) 이현(李顯)의 복위 후에 개원한 연호이다. 약 2년 9개월 동안 사용하였다. 경룡 4년(710년) 6월, 위황후(韋皇后)와 안락공주(安樂公主)에 의하여 중종이 독살당한다. 이후, 황후와 공주는 이중무(李重茂)를 황태자로 책봉하였으며, 그 후에 바로 황제에 옹립하였다. 그리고, 연호를 당륭(唐隆)으로 개원한다.

## 개원
- 무주(武周) 신룡(神龍) 3년 9월 5일[1](707년 10월 5일)에 연호를 경룡(景龍)으로 개원함.[2][3][4][5]

- 경룡(景龍) 4년 6월 4일[6](710년 7월 5일)에 연호를 당륭(唐隆)으로 개원함.[2][7][8][5]

## 연대 대조표
| 경룡       | 원년       | 2년        | 3년        | 4년        |
| 서기(西紀) | 707년      | 708년      | 709        | 710년      |
| 간지(干支) | 정미(丁未) | 무신(戊申) | 기유(己酉) | 경술(庚戌) |

## 동시대 연호

### 일본
- 게이운(慶雲) (704년 ~ 708년)
- 와도(和銅) (708년 ~ 715년)

## 같이 보기
- 중국의 연호 목록